# Roman II. Lipniški
Roman II. Lipniški († 17. avgust 1179) je bil kot Roman II. za škofa v Krški škofiji postavljen leta 1174. Na čelu škofije je bil do smrti leta 1179. Njegov teritorij je zajemal takratno Vojdovino Koroško, ki v grobem ustreza ozemlju današnje Koroške.

## Življenje
Roman Lipniški je bil sorodnik Romana I., nekdanjega škofa v Krški škofiji, in je prihajal iz ministerialne družine Salzburške nadškofije. Od leta 1149 je bil stolni prošt v Krki in so mu bile zaupane pomembne diplomatske misije. Tako je odpotoval k papežu Aleksandru III. v Francijo, da je prejel palij za novoizvoljenega salzburškega nadškofa Konrada II.
3. oktobra 1174 sta ga duhovščina in ljudstvo izvolila za škofa v Krki. Čeprav salzburški nadškof ni potrdil njegove izvolitve, je leta 1176 prejel potrditev papeža Aleksandra III., zaupana pa mu je bila tudi služba generalnega vikarja v Salzburgu. Že leta 1174 ga je za škofa posvetil oglejski patriarh.
Pod vladavino Romana II. je bil v Benetkah 24. julija 1177 sklenjen mir med papežem in cesarjem, ki je končal dolgoletni razkol. Za to slovesno dejanje je bil v baziliki svetega Marka tudi škof Roman. Mirovna pogodba je povrnila stari pravni status med Krko in Salzburgom, po katerem krški škof ni smel več prejemati svojih regalij od cesarja, temveč od nadškofa, zato ni imel več položaja neposredne podrejenosti cesarju, ampak se je vrnil v fevdalni odnos s Salzburgom.
Leta 1178 je salzburški nadškof Konrad II. ponovno odpotoval k cesarju v Italijo, da bi mu ta 14. junija potrdil koncesijski dokument papeža in kralja Henrika IV. iz leta 1072 in tako ponovno razglasil podložnost Krške škofije Salzburški nadškofiji.
Po tem nadaljnjem razočaranju je škof Roman romal v Sveto deželo. Na poti tja je umrl 17. avgusta 1179. Njegovo telo so verjetno prinesli nazaj v Krko in pokopali v stolnici. Pri izkopavanju leta 1952 so odkrili drobce nagrobnika, ki je morda pripadal grobu škofa Romana II.